# Starlite Festival

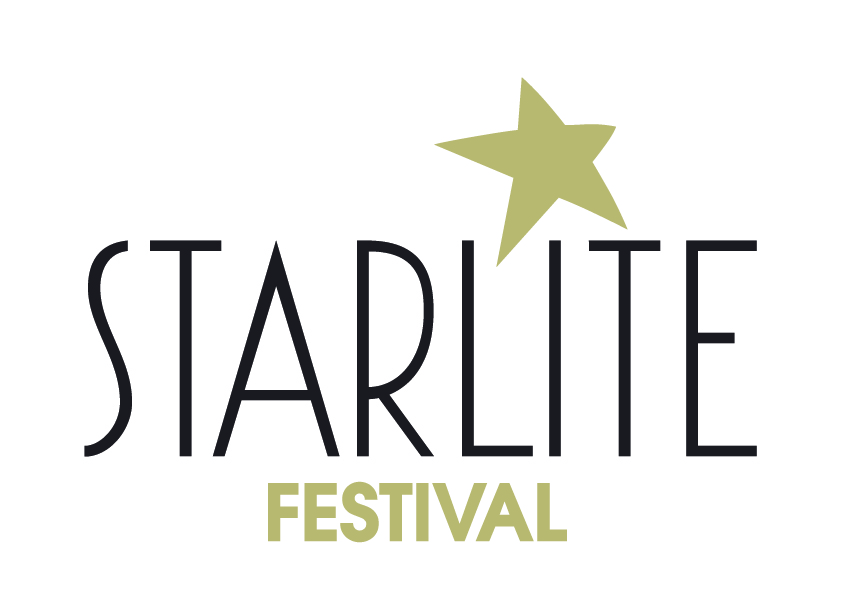

El festival Starlite Occident pertenece al Grupo Starlite, junto a las empresas Starlite Universe, Fundación Starlite y Starlite Films. Es un evento musical que se celebra cada verano, desde el año 2012, en la Cantera de Nagüeles, un anfiteatro de roca al aire libre rodeado de vegetación, ubicado en la ciudad española de Marbella.
Starlite Occident cuenta con una programación diaria de conciertos con una duración de dos meses y medio. Abriendo sus puertas a mediados de junio y clausurando su actividad la primera semana de septiembre, lo que lo convierte en el festival más largo de Europa. Su actividad engloba principalmente la música, además del cine, la moda, el arte, la gastronomía y el ocio. Un conjunto de actividades que hacen de Starlite Occident un festival completo para la cultura y el ocio.
Starlite Occident clausuró su XII edición en 2023, dejando atrás doce ediciones en las que ha reunido a intelectuales, deportistas, empresarios y famosos, posicionado como el gran acontecimiento social y cultural de Europa: con más de 60 días de duración, con un alcance que llega a más de 350.000 personas de 95 nacionalidades de todo el mundo.
Además, anualmente, y de la mano de los anfitriones Antonio Banderas y Sandra García-Sanjuán,  se celebra la Gala Starlite, que reconoce la labor solidaria de diferentes personalidades del mundo empresarial, la cultura o el espectáculo. El carácter benéfico de este encuentro reúne a infinidad de personajes de relevancia que aportan sus donaciones a través de una subasta a favor de Niños en Alegría y Lágrimas y Favores.

## Starlite en Cifras
Starlite Occident es un impulsor de desarrollo turístico y dinamizador de destinos, respaldado por el alto impacto económico, social y cultural que supone para Marbella, la Costa del Sol, Andalucía y para el conjunto de España. El impacto directo que generan los más de 350.000 asistentes de 95 nacionalidades, que acuden atraídos por la exclusividad del festival, supone también una importante actividad económica adicional en sectores como el transporte (taxis, trenes, aviones), alojamiento (hoteles), restauración (bares, restaurantes) y comercio; fomentando y mejorando el ámbito local. 
El festival mantiene su crecimiento exponencial cada año, con un efecto multiplicador en la economía del país, tanto en PIB como en empleo. En 2022, el impacto total anual según el estudio realizado por PWc en términos de PIB, fue de más de 315 millones de euros. Un crecimiento que, según el estudio, se mantiene en los mismos órdenes de magnitud al cierre de la última edición de 2023. 
Starlite Occident es también un motor de activación de empleo en la zona y en su área de influencia, que incluye no solo Marbella, sino la Costa del Sol y Andalucía. En su XII edición, el festival ha incrementado su capacidad de empleo, generando más de 1.000 puestos de trabajo directos.  

## Historia
- En 1983, el príncipe Alfonso von Hohenlohe junto a los cantantes Julio Iglesias y Plácido Domingo, organizaron un recital del tenor, en la cantera de Nagüeles, usando dicho espacio como auditorio natural por sus óptimas calidades acústicas y su privilegiado entorno natural. Dicho recital fue el precedente histórico y precursor de Starlite, que se constituiría treinta años después en forma de festival boutique.

- En 2012, fundado por el matrimonio formado entre Sandra García-Sanjuán e Ignacio Maluquer se celebró la primera edición del festival, del 13 de julio al 14 de agosto de ese mismo año.

- En 2013 se celebró su segunda edición, con una gran respuesta por parte del público asistente.

- En 2014 su tercera edición entre el 23 de julio al 23 de agosto, se consolidó como un encuentro social y cultural de referencia en Europa logrando un impacto en los medios internacionales.

- En 2015 se celebró su cuarta edición entre el 18 de julio y el 22 de agosto.

- En 2016, del 14 de julio hasta el 20 de agosto se celebró la quinta edición del festival teniendo todo tipo de artistas entre música clásica, pop, rock y dj's en los dos escenarios del festival. El mismo año 2016 se realizó la primera edición del festival en México en el periodo del 3 al 12 de marzo.

- En 2017, la sexta edición en Marbella se celebró del 13 de julio hasta el 26 de agosto con todo tipo de artistas. Esta edición ve nacer el Espacio Sessions. Un segundo escenario en el que se programan sesiones de DJs y conciertos de artistas de gran éxito nacional e internacional.

- En 2018 se celebra la séptima edición del festival, que tuvo lugar del 11 de julio hasta el 25 de agosto.

- En 2019, Starlite celebró su edición más extensa hasta la fecha, con una programación desde el 5 de julio hasta el 24 de agosto.

- En 2020 y debido a la situación sanitaria producida por la COVID-19, el festival se celebró durante un solo mes. Las condiciones actuales eran complicadas pero Starlite Occident decidió dar un paso adelante para volver a subir a los artistas a los escenarios, generar empleo, impulsar la economía y dar la oportunidad al público de disfrutar de la música en vivo, siendo el único festival internacional que se celebró en el mundo en tiempos de pandemia, marcando la nueva era de los conciertos seguros y liderando la industria musical global.

- En 2021, Starlite Catalana Occidente celebró su décimo aniversario con una edición del 18 de junio al 4 de agosto.

- En 2022, el festival celebró su XI edición del 10 de junio al 3 de septiembre.

## Premios y reconocimientos
Starlite se ha convertido en uno de los mayores proyectos empresariales de turismo, ocio y cultura de la Costa del Sol. 
El evento mantiene un convenio de colaboración con Marca España. En declaraciones Carlos Espinosa de los Monteros, alto Comisionado del Gobierno para la Marca España, hizo hincapié en la valía de Starlite en términos de promoción y como propulsor turístico.

“Starlite es uno de esos proyectos que nos gustan en Marca España. Aporta calidad, experiencia y figuras conocidas del mundo de la música. Todo ello se traduce en unos focos de atención en los cuales queremos estar presentes” y añadía “Starlite va a estar arropado por la imagen de Marca España, porque va a suponer una muy buena proyección de la imagen de este país”.
Carlos Espinosa de los Monteros

En 2014, el festival fue elegido como la mejor iniciativa turística de Málaga por los premios 'El Caminante', del diario El Mundo que se entregaron el día 2 de abril en el Auditorio Edgar Neville. En julio de 2014 Starlite recibió el Premio Marca Marbella por parte del ayuntamiento, en una gala celebrada en el Palacio de Congresos de Marbella, por contribuir a crear la marca Marbella y ayudar a su consolidación nacional e internacional.
En noviembre de 2014, Starlite fue galardonado con el `Premio Especial Luis Cierco´ que concede el CIT, la Asociación de Empresarios y Profesionales de Marbella, por su contribución a la Promoción Turística de Marbella. “Un prestigioso galardón con el que se premia a aquellas personas, empresas o instituciones que han transportado la imagen de Marbella a lo largo y ancho del mundo. No es de extrañar que en esta decimoquinta edición de los Premios CIT, este premio tan especial haya recaído en los artífices y organizadores del ya mundialmente famoso Starlite Festival & Starlite Gala”. Diario SUR, 30 Nov 2014.
En la primavera de 2015 Starlite fue considerado “una de las mejores ideas del año” por la revista Actualidad Económica, recibiendo el premio en la categoría Viajes y Ocio por su innovación, su proyección y el impacto alcanzado en sus, por entonces, tres años de vida.
La gala de los Premios Málaga 2018, celebrada en el mes de octubre y organizada por La Opinión de Málaga, concedió a Sandra García-Sanjuán el Premio Turismo 2018 por Starlite Festival, como elemento dinamizador insustituible de la proyección turística de Marbella. Este evento resaltó también la labor solidaria de la Gala Starlite como uno de los actos benéficos más importantes en España.

## Ediciones

### I edición
Tras más de 30 años sin utilizarse, la Cantera de Nagüeles, volvía a recobrar la luz de los años dorados de Marbella el 13 de julio de 2012. George Benson fue el encargado de inaugurar el escenario de Starlite con un lleno absoluto, que fue seguido de otros conciertos durante su primer mes de vida.
Más de 40 000 personas pasaron por Starlite este año y disfrutaron de toda la oferta de ocio de Starlite Lounge. Espectáculos con los bailarines de la televisión, una amplia oferta de música y la cocina de El Bulli o el cáterin de Paco Roncero completaron la oferta de la primera edición del festival con gran éxito de la crítica.
Programó los siguientes conciertos:
- 14/07/2012: George Benson
- 16/07/2012: Roger Hodgson
- 21/07/2012: Armando Manzanero
- 22/07/2012: Tony Bennett
- 27/07/2012: Christopher Cross
- 29/07/2012: Hugh Laurie
- 30/07/2012: Paul Anka
- 02/08/2012: Miguel Bosé
- 03/08/2012: Rosario Flores y Lolita Flores con Antonio Carmona
- 04/08/2012: Starlite Gala[7]
- 09/08/2012: Simple Minds
- 11/08/2012: Raphael
- 12/08/2012: Julio Iglesias
- 14/08/2012: Estopa

### II edición
La segunda edición de Starlite volvió a Marbella el día 23 de julio repleto de novedades. Aparte de la oferta de conciertos y gastronomía, Starlite 2013 añadió una programación diaria de fiestas temáticas, así como desfiles de moda, premiers de cine y exposiciones de arte.
Más de 60.000 personas pudieron ver gratuitamente los espectáculos de Roko acompañada por el cuerpo de baile de Starlite, el preestreno de películas como Guerra mundial Z de Brad Pitt, exposiciones de arte de Jordi Mollá o el Hombre de Negro, así como el desfile de Cosmic Girls, con Laura Sánchez, Malena Costa y el resto de las mejores tops españolas.
Los conciertos programados fueron:
- 24/07/2013: Bryan Adams.
- 27/07/2013: Jamie Cullum.
- 28/07/2013: Noa.
- 02/08/2013: Una noche movida, concierto único de Nacho García Vega (de Nacha Pop), Alejo Stivel (de Tequila), Nacho Campillo (de Tam Tam Go) y Rafa Sánchez (de La Unión) tocan con Hombres G.
- 03/08/2013: Julio Iglesias.
- 05/08/2013: Buena Vista Social Club, con Omara Portuondo y Eliades Ochoa.
- 09/08/2013: Sara Baras.
- 10/08/2013: Starlite Gala.[7]
- 11/08/2013: Alejandro Sanz.
- 14/08/2013: Malú.
- 15/08/2013: Paco de Lucía fue su último concierto en vida realizado en España del maestro de la guitarra flamenca.
- 16/08/2013: Forever Michael & Whitney.[9]
- 17/08/2013: Enrique Iglesias.
- 21/08/2013: UB40.
- 23/08/2013: Grease el musical en concierto.
- 24/08/2013: David Bisbal.

### III edición
La tercera edición se celebró en el verano del 2014. Contó con grandes artistas nacionales e internacionales.
Más de 90.000 personas procedentes de 43 países diferentes pudieron disfrutar de un cartel de artistas de excepción, entre los que se encontraron: Julio Iglesias, Chucho Valdés, Dani Martín, Sergio Dalma, y Rosario Flores. Además, Starlite 2014 contó con conciertos como “Divas”, protagonizado por Marta Sánchez y Gloria Gaynor, “Otra noche Movida”o “Tributo a ABBA”, Alejandro Sanz, Alejandro Fernández, Miguel Poveda, Josep Carreras y Ainhoa Arteta y Siempre Así. Otras referencias internacionales de esta edición fueron Ricky Martin, Kool and the Gang, Pet Shop Boys, Tom Jones y Albert Hammond.
En Starlite 2014 se celebró la premier nacional de la producción de Hollywood “Los Mercenarios 3”, con presencia de sus protagonistas Sylvester Stallone, Wesley Snipes, Jason Statham, Kellan Lutz y Antonio Banderas.
Conciertos celebrados:
- 23/07/2014: The Beach Boys
- 24/07/2014: Chucho Valdés
- 25/07/2014: Ricky Martin
- 26/07/2014: Albert Hammond
- 30/07/2014: Pet Shop Boys
- 31/07/2014: Josep Carreras y Ainhoa Arteta
- 01/08/2014: Alejandro Fernández
- 02/08/2014: Miguel Poveda
- 06/08/2014: Divas Marta Sánchez y Gloria Gaynor
- 07/08/2014: Sergio Dalma
- 09/08/2014: Starlite Gala[7]
- 13/08/2014: Julio Iglesias
- 14/08/2014: Dani Martín
- 15/08/2014: Otra Noche Movida
- 16/08/2014: Rosario
- 17/08/2014: Tom Jones
- 19/08/2014: Kool & the Gang
- 20/08/2014: Siempre Así
- 21/08/2014: Tributo a Abba
- 22/08/2014: Alejandro Sanz

### IV edición
Starlite celebró su cuarta edición en el verano de 2015. Entre el 18 de julio y el 22 de agosto, la cantera de Marbella dio la bienvenida a algunos de los mejores artistas nacionales e internacionales, En Starlite 2015 el número de asistentes superó la cifra de 150.000 personas procedentes de más de cincuenta países.
Conciertos: 
- 18/07/2015: II Edición Premios Platino del Cine Iberoamericano.
- 22/07/2015: Lenny Kravitz.
- 24/07/2015: Concierto Homenaje a Frank Sinatra por Sinatra & Friends.
- 25/07/2015: Plácido Domingo.
- 29/07/2015: Lionel Richie.
- 31/07/2015: Village People.
- 03/08/2015: Melendi.
- 04/08/2015: Julieta Venegas.
- 05/08/2015: Ruth Lorenzo y Pedro Contreras al piano.
- 06/08/2015: Roger Hodgson, la mítica voz de Supertramp.
- 07/08/2015; Laura Pausini.
- 08/08/2015: Ana Belén y Víctor Manuel.
- 09/08/2015: Starlite Gala.
- 10/08/2015: Mago Pop.[10]
- 11/08/2015: Sara Baras.
- 12/08/2015: India Martínez y Pitingo, juntos en una noche flamenca.
- 13/08/2015: Enrique Iglesias.
- 14/08/2015; Amaia Montero.
- 15/08/2015: Noche Movida, formato especial de Starlite con Alejo Stivel, Nacho Campillo, Coti, Pablo Carbonell, Nacho García Vega, Javier Gurruchaga y Rafa Sánchez.[11]
- 16/08/2015: Los Vivancos.
- 18/08/2015: Anastacia.
- 19/08/2015: Symphonic Rhapsody of Queen.
- 20/08/2015: Alejandro Sanz.
- 22/08/2015: Andrea Bocelli.

#### Starlite, sede de la II Edición de los Premios Platino del Cine Iberoamericano
Starlite ha sido elegida sede de celebración de la II Edición de Los Premios Platino. El 18 de julio de 2015, coincidiendo con la inauguración de su cuarta edición, el festival ha celebrado la Gala de los Premios Platino en su segunda cita, tomando el relevo a Panamá, lugar en el que se celebró la primera edición del que es el evento global más importante de apoyo y fomento a la industria cinematográfica de 23 países: los hispanohablantes de América, además de Brasil, Portugal, Andorra y España.

### V edición
Starlite celebró su quinta edición en el verano de 2016. Entre el 14 de julio y el 20 de agosto. Contó en esta ocasión, con artistas nacionales e internacionales como:
- 14/07/2016: Juan Magan.
- 18/07/2015: Robert Plant.
- 22/07/2016: Concierto Homenaje a Queen por God Save the Queen.
- 24/07/2016: Santana.
- 29/07/2016: Charles Aznavour.
- 31/07/2016: Musical de El Fantasma de la Opera.
- 01/08/2016: Tom Jones.
- 02/08/2016: Siempre Así.
- 03/08/2016: Il Divo.
- 04/08/2016: Jose Luís Perales.
- 05/08/2016; El Gusto es nuestro con la interpretación de Víctor Manuel, Ana Belén, Serrat y Miguel Rios.
- 06/08/2016: Starlite Gala.
- 08/08/2016: Malú.
- 09/08/2016: Alejandro Sanz.
- 10/08/2016: Bertin Osborne.
- 12/08/2016: Leiva , M Clan y Alejo Stivel juntos en 3 en Rock.
- 14/08/2016: El circo acrobático Ahiua.
- 14/08/2016; The Corrs.
- 17/08/2016: Estrella Morente y Antonio Canales en el mejor Flamenco.
- 18/08/2016: Noche Movida, formato especial de Starlite con Alejo Stivel, Nacho Campillo, Coti, Pablo Carbonell, Nacho García Vega, Javier Gurruchaga y Jaime Urrutia.
- 19/08/2016: Status Quo.
- 20/08/2016: La Gala de los musicales.

### Internacionalización
Starlite se ha internacionalizado y celebró su primera edición en México en marzo de 2016 habiendo realizado conciertos los artistas:
- 03/03/2016: Alejandro Fernández.
- 04/03/2016: Angeles Azules.
- 05/03/2016: Enrique Iglesias.
- 07/03/2016: Starlite Gala México 2016.
- 08/03/2016: Marc Anthony.
- 09/03/2016: Carla Morrison, Julieta Venegas y Natalia Lafourcade.
- 10/03/2016: Ana Torroja, Malú y Melendi.
- 12/03/2016: Chayanne.

A Starlite México le seguirán otras citas en diferentes puntos del planeta.

### VI edición
En el 2017, ofreció su edición más ambiciosa hasta la fecha, ampliando su oferta a 46 días ininterrumpidos con la mejor música, entretenimiento y gastronomía. Además de los conciertos en el Auditorio, este año nacen las Starlite Sessions, un nuevo formato de conciertos de reconocidos artistas que tiene lugar en el nuevo escenario Sessions, conciertos con un aforo todavía más reducido y en un ambiente desenfadado, donde el público puede disfrutar de la mejor música mientras baila, cena o se toma una copa. Además en este escenario tuvieron lugar las actuaciones de los mejores Djs internacionales y nacionales.
- 13/07/2017: 
  - Sessions: Morat
  - Dj Sessions: Adrián Lozano, Kike Verdeal y Monteverde
- 14/07/2017: 
  - Cine: The great Gatsby (V.O.S.E.)
  - Sessions: Juan Magán
  - Dj Sessions: Quique AV y Kike Verdeal
- 15/07/2017: 
  - Auditorio: Anastasia
  - Dj Sessions: Kpd y Monteverde
- 16/07/2017: 
  - Auditorio: Art Garfunkel
  - Sessions: Sebastián Yatra
  - Dj Sessions: Eloy Caro y Quike AV
- 17/07/2017: 
  - Dj Sessions: Nalaya y Ardiya
- 18/07/2017: 
  - Auditorio: Juan Luis Guerra
  - Dj Sessions: Adrián Lozano, Mickey Pavón y Fran Arés
- 19/07/2017: 
  - Auditorio: Anna Netrebko y Yusif Eyvazov
  - Dj Sessions: Fonsi Nieto, Adrián Lozano y Kike Verdeal
- 20/07/2017: 
  - Auditorio: Elton John
  - Dj Sessions: Dj Nano, Mickey Pavón y Ardiya
- 21/07/2017: 
  - Auditorio: Manuel Carrasco
  - Dj Sessions: Mickey Pavón, Peter Base y Monteverde
- 22/07/2017: 
  - Auditorio: Pancho Céspedes y Pablo Milanés
  - Sessions: Xantos
  - Dj Sessions: Kpd y Quike AV
- 23/07/2017: 
  - Auditorio: Gala Dancing for the Millenials
  - Dj Sessions: Eloy Caro
- 24/07/2017: 
  - Golden Sessions: Afrojack
  - Dj Sessions: Carlos Jean y Nalaya
- 25/07/2017: 
  - Auditorio: The Bootleg Beatles
  - Sessions: Piso 21
  - Dj Sessions: Adrián Lozano, Saldívar y Monteverde
- 26/07/2017: 
  - Auditorio: Pretenders
  - Dj Sessions: Fonsi Nieto, Adrián Lozano y Kike Verdeal
- 27/07/2017: 
  - Sessions: Mikel Erentxun
  - Dj Sessions: Dj Nano, Adrián Lozano y Peter Basel
- 28/07/2017: 
  - Auditorio: Premier Emoji. La película
  - Dj Sessions: Adrián Lozano, Kike Verdeal y Peter Basel
- 29/07/2017: 
  - Sessions: Antonio José
  - Dj Sessions: Adrián Lozano, Kike Verdeal y Peter Basel
- 30/07/2017: 
  - Auditorio: Disney in Concert Magical Music from the Movies.
  - Dj Sessions: Eloy Caro y Monteverdel
- 31/07/2017: 
  - Auditorio: Carlos Vives
  - Golden Sessions: Juan Magán
  - Dj Sessions:Nalaya y Adrián Lozano
- 01/08/2017: 
  - Auditorio: Joaquín Sabina
  - Dj Sessions: Adrián Lozano, Eloy Caro y Kike Verdeal
- 02/08/2017: 
  - Auditorio: Luis Fonsi
  - Dj Sessions: Fonsi Nieto, Lucy´s party, Ardiya y Saldívar
- 03/08/2017: 
  - Sessions: Gipsy Kings feat André Reyes y A Dos Velas
  - Dj Sessions: Dj Nano, Mickey Pavón y Peter Basel
- 04/08/2017: 
  - Auditorio: Miguel Bosé
  - Dj Sessions: Adrián Lozano, Jay Shem y Quike AV
- 05/08/2017: 
  - Dj Sessions: Mickey Pavón, Lobo y Armando Vázquez
- 06/08/2017: 
  - Auditorio: Malú
  - Dj Sessions: Kpd y Kike Verdeal
- 07/08/2017: 
  - Auditorio: Cantajuego
  - Golden Sessions: Ingrosso
  - Dj Sessions: Nalaya y Sandro Ávila
- 08/08/2017: 
  - Auditorio: Ainhoa Arteta
  - Dj Sessions: Dicho& Cue, Adrián Lozano e Iñigo Restori
- 09/08/2017: 
  - Auditorio: Ana Torroja
  - Dj Sessions: Fonsi Nieto, Mikistrello y Peter Base
- 10/08/2017: 
  - Auditorio: Eros Ramazzotti
  - Dj Sessions: Dj Nano, Ardiya y Mickey Pavón
- 11/08/2017: 
  - Auditorio: Dani Martín
  - Dj Sessions: Mickey Pavón, Mikistrello y Armando Vázquez
- 12/08/2017: 
  - Auditorio: Niña Pastori y Antonio Carmona
  - Dj Sessions: Alexander SOM, Jay Shem y Adrián Lozano
- 14/08/2017: 
  - Golden Sessions: Axwell
  - Dj Sessions: Nalaya, Alexander SOM y Ardiya
- 15/08/2017: 
  - Auditorio: Andrea Bocelli
  - Dj Sessions: Alexander SOM, Carlos Jean y Mikistrello
- 16/08/2017: 
  - Auditorio: Ben Harper
  - Dj Sessions: Fonsi Nieto, KPD y Saldívar
- 17/08/2017: 
  - Sessions: Dvicio
  - Dj Sessions: Dj Nano, Mikistrello , Ardiya y Adrián Lozano
- 18/08/2017: 
  - Auditorio: Noche Movida
  - Dj Sessions: Alexander SOM, Ardiya y Adrián Lozano
- 19/08/2017: 
  - Sessions: El arrebato
  - Dj Sessions:Mikistrello , Eloy Caro y Quike AV
- 20/08/2017: 
  - Sessions: Álvaro Soler
  - Dj Sessions: Eloy Caro e Iñigo Restori
- 21/08/2017: 
  - Golden Sessions: Hardwell
  - Dj Sessions: Nalaya, Liugi López y Chris Martin
- 22/08/2017: 
  - Auditorio: Mago Pop
  - Dj Sessions: Juan Magán, Iñigo Restori y Adrián Lozano
- 23/08/2017: 
  - Sessions: Sofía Ellar
  - Dj Sessions: Adrián Lozano, Fonsi Nieto, Peter Base y Javi Calzada
- 24/08/2017: 
  - Auditorio: Jason Derulo
  - Dj Sessions: Adrián Lozano, Dj Nano, Peter Base e Iñigo Restori
- 25/08/2017: 
  - Auditorio: Manuel Carrasco
  - Dj Sessions: Eloy Caro, Lobo y Van Rooyen
- 26/08/2017: 
  - Sessions: Morat
  - Dj Sessions: Adrián Lozano, Peter Base y Monteverde
- 27/08/2017: 
  - Auditorio: Andrea Bocelli

### VII Edición
El 11 de julio comenzaba la VII edición de Starlite con Luis Miguel, que inauguraba el festival con uno de los catorce Sold Outs de esta edición. Desde esa noche, y hasta el 25 de agosto, grandes artistas nacionales e internacionales han protagonizado el impresionante cartel de Starlite Festival 2018. Una oferta musical marcada por la variedad de estilos y edades, y gran calidad que ha seducido al público respondiendo con cifras récord de asistencia.
- - Auditorio: 11/07/2018 Luis Miguel
  - Auditorio: 13/07/2018 Rosario Flores y Rosana
  - Sessions: 13/07/2018 Juan Magán
  - Auditorio: 18/07/2018 Pet Shop Boys
  - Auditorio: 19/07/2018 Sting & Shaggy
  - Auditorio: 20/07/2018 David Bisbal
  - Sessions: 21/07/2018 José Manuel Soto
  - Auditorio: 22/07/2018 Jamiroquai
  - Sessions: 23/07/2018 Nervo
  - Sessions: 24/07/2018 Maita Vende Cá
  - Auditorio: 25/07/2018 Maná
  - Auditorio: 26/07/2018 Luis Fonsi
  - Sessions: 26/07/2018 Gianluca Vacchi
  - Auditorio: 27/07/2018 Miguel Poveda
  - Auditorio: 28/07/2018 Il Divo
  - Auditorio: 31/07/2018 Romeo Santos
  - Auditorio: 01/08/2018 Pablo Alborán
  - Auditorio: 02/08/2018 Steven Tyler
  - Sessions: 02/08/2018 Gianluca Vacchi
  - Auditorio: 03/08/2018 James Blunt
  - Auditorio: 04/08/2018 Pablo López
  - Sessions: 06/08/2018 Hardwell
  - Auditorio: 07/08/2018 Cantajuego
  - Sessions: 08/08/2018 Juan Peña
  - Sessions: 08/08/2018 Descemer Bueno
  - Auditorio: 09/08/2018 Noche Movida
  - Auditorio: 10/08/2018 Juanes
  - Auditorio: 12/08/2018 Sara Baras
  - Auditorio: 13/08/2018 Jorge Blass
  - Sessions: 13/08/2018 Gianluca Vacchi
  - Auditorio: 14/08/2018 Texas
  - Sessions: 14/08/2018 Juan Magán
  - Auditorio: 15/08/2018 Taburete
  - Sessions: 16/08/2018 Sebastián Yatra
  - Sessions: 16/08/2018 Gente de Zona
  - Auditorio: 17/08/2018 Homenaje a las mujeres
  - Auditorio: 18/08/2018 Celia El Musical
  - Sessions: 20/08/2018 Martin Solveig
  - Auditorio: 21/08/2018 Estopa
  - Sessions: 22/08/2018 C. Tangana
  - Auditorio: 23/08/2018 Miguel Ríos
  - Auditorio: 24/08/2018 Rosalía y Rozalén
  - Auditorio: 25/08/2018 Melendi

### VIII edición
La octava edición de Starlite Festival concluía la temporada batiendo el récord en todas sus cifras, creciendo exponencialmente tras 8 años de celebración. En los 51 días de duración, desde el 5 de julio hasta el 24 de agosto, 281.427 personas de 72 nacionalidades diferentes disfrutaron de más de 420 horas de música en vivo distribuidas en conciertos de grandes artistas nacionales e internacionales, shows, performances y DJs, entre los que se sucedieron hasta un total de 25 sold outs. 
- - Auditorio: 05/07/2019 Manuel Carrasco
  - Auditorio: 06/07/2019 Juanes
  - Auditorio: 10/07/2019 Nicky Jam
  - Auditorio: 11/07/2019 The Beach Boys
  - Auditorio: 12/07/2019 Il Divo
  - Auditorio: 13/07/2019 Maluma
  - Auditorio: 16/07/2019 Kool & The Gang
  - Auditorio: 17/07/2019 ABBA The Concert
  - Auditorio: 18/07/2019 Noche Movida
  - Sessions: 18/07/2019 Juan Magán
  - Auditorio: 19/07/2019 Jamie Cullum
  - Auditorio: 20/07/2019 Supertramp Roger Hodgson
  - Auditorio: 21/07/2019 Eros Ramazzotti
  - Auditorio: 23/07/2019 Sting
  - Auditorio: 24/07/2019 John Legend
  - Auditorio: 25/07/2019 Diana Krall
  - Sessions: 26/07/2019 Don Patricio
  - Auditorio: 27/07/2019 Raphael
  - Auditorio: 28/07/2019 Ben Harper & The Innocent Criminals
  - Auditorio: 29/07/2019 Taburete
  - Sessions: 29/07/2019 Trapical Minds
  - Auditorio: 30/07/2019 Melendi
  - Auditorio: 31/07/2019 Pablo López
  - Auditorio: 01/08/2019 Don Omar
  - Auditorio: 02/08/2019 Bertín Osborne & Pitingo
  - Auditorio: 03/08/2019 Luis Fonsi
  - Auditorio: 05/08/2019 James Rhodes & Katie Melua
  - Sessions: 05/08/2019 Juan Magán
  - Auditorio: 06/08/2019 David Bisbal
  - Auditorio: 07/08/2019 Sidecars & Dvicio
  - Auditorio: 08/08/2019 Ketama
  - Auditorio: 09/08/2019 Miguel Poveda
  - Auditorio: 10/08/2019 Andrés Martín ganador de La Voz y Juan Peña
  - Auditorio: 12/08/2019 Morat
  - Auditorio: 13/08/2019 Jason Derulo
  - Sessions: 13/08/2019 Juan Magán
  - Auditorio: 14/08/2019 Armando Manzanero & Mocedades
  - Sessions: 14/08/2019 Oro Viejo by Dj Nano
  - Auditorio: 15/08/2019 José Mercé & Tomatito
  - Auditorio: 16/08/2019 Jessie J
  - Auditorio: 17/08/2019 Los Morancos
  - Auditorio: 19/08/2019 Pablo López
  - Auditorio: 20/08/2019 Manuel Carrasco
  - Sessions: 21/08/2019 Juan Peña, A Dos Velas y Rosario Mohedano
  - Auditorio: 22/08/2019 God Save The Queen
  - Auditorio: 23/08/2019 Siempre Así

### IX edición
Starlite Catalana Occidente celebra en 2020 su IX edición, con una programación de únicamente cuatro semanas debido a las restricciones provocadas por la pandemia de 2020. Fue el único festival internacional que se celebró en el mundo en tiempos de pandemia.
- Auditorio: 29/07/2020 Ketama
- Auditorio: 31/07/2020 Marta Sánchez
- Auditorio: 01/08/2020 Dvicio
- Auditorio: 03/08/2020 84 & Sinsinati & Marlon
- Auditorio: 04/08/2020 Antonio José
- Auditorio: 05/08/2020 El Arrebato
- Auditorio: 06/08/2020 Estrella Morente & Diego El Cigala
- Auditorio: 07/08/2020 Taburete
- Auditorio: 08/08/2020 María Jiménez & Pitingo
- Auditorio: 10/08/2020 Lola Índigo
- Auditorio: 11/08/2020 Funambulista & Maldita Nerea
- Auditorio: 12/08/2020 Ara Malikian
- Auditorio: 13/08/2020 Beret
- Auditorio: 14/08/2020 India Martínez
- Auditorio: 15/08/2020 Sara Baras
- Auditorio: 17/08/2020 Pica Pica
- Auditorio: 18/08/2020 David Bisbal
- Auditorio: 19/08/2020 Rozalén
- Auditorio: 20/08/2020 Siempre Así
- Auditorio: 21/08/2020 Miguel Poveda
- Auditorio: 22/08/2020 Luz Casal
- Auditorio: 24/08/2020 Pablo López
- Auditorio: 25/08/2020 Los Morancos
- Auditorio: 26/08/2020 Melendi
- Auditorio: 27/08/2020 Morat
- Auditorio: 28/08/2020 Morat
- Auditorio: 29/08/2020 Aitana

Edición 2022.

## Actividades
La actividad principal de Starlite es la celebración de conciertos. A ello se suman actividades complementarias, de las cuales la que mayor relevancia tiene es la filantropía.

### Starlite Gala
Starlite Gala es la noche solidaria de Starlite y sus anfitriones son Antonio Banderas y Sandra García-Sanjuán. Starlite Gala es el proyecto más relevante de Starlite Foundation y con diez ediciones celebradas, se ha convertido en una de las galas benéficas más importantes de España. Personalidades relevantes como Carlos Slim, Mia Farrow, Daryl Hannah, Deepak Chopra, Valeria Mazza, Adriana Karembeu, Eva Longoria, Ute Ohoven, Laura Pausini o Boris Becker, han acudido a esta cita. La recaudación de la cena, donativos y subastas se destina íntegramente a las fundaciones: Lágrimas y Favores, Niños en Alegría, Cudeca, Cáritas y la fundación invitada en la gala del año correspondiente. La recaudación supera ya la cantidad de 3 millones de euros. 
Se financia a través de patrocinadores y gracias al soporte de la productora de Starlite, que dona el trabajo de su equipo humano, poniendo también a disposición toda la infraestructura y el soporte técnico de (sonido, iluminación, escenario, etc.).
En su última edición, la Gala Starlite 2019 quiso homenajear por su liderazgo filantrópico a destacadas figuras que habitualmente acaparan los focos mediáticos gracias a sus cualidades artísticas. Ellos aprovechan su fama, influencia y poder mediático para ayudar activamente y prestar su voz amplificadora a quienes más lo necesitan. El soporte a los colectivos más desfavorecidos a través de proyectos de cooperación y desarrollo llevó a personalidades como la Princesa Marta Luisa de Noruega, Almudena Fernández y Aritz Aranburu, Carlos Rivera y Diego Torres a ser dignos merecedores del Premio Starlite Gala 2019.

### Starlite Cine
Cada edición, el Auditorio de Starlite se convierte en la pantalla de cine más grande de España.[cita requerida] En 2013 se estrenó la película “Guerra Mundial Z”, de Brad Pitt y en 2014 Starlite celebró la premier de “Los Mercenarios 3”, con presencia de sus protagonistas Sylvester Stallone, Wesley Snipes, Jason Statham, Kellan Lutz y Antonio Banderas. En 2015 el cine se ha equiparado en peso a la música con la celebración de la “II Edición de los Premios Platino del Cine Iberoamericano”, el principal evento cinematográfico de la industria iberoamericana que promueve las creaciones de 23 países americanos de habla hispana además de España, Brasil, Portugal y Andorra. También en 2015 Starlite ha celebrado la premier de la película “Anacleto, agente secreto”, con presencia de sus protagonistas y su director.

### Starlite Moda
Starlite se convierte en una pasarela para presentar las colecciones de diferentes diseñadores. Desde Bloomers, la marca de moda de baño de la modelo y diseñadora Laura Sánchez, a la vuelta a la alta costura de Elena Benarroch, pero sin dejar de lado a los jóvenes diseñadores, como cuando albergó el evento "Málaga crea", escaparate para diseñadores emergentes.

### Starlite Arte
Starlite cuenta con un espacio donde tiene cabida el arte,y diferentes artistas han expuesto sus obras: el actor Jordi Mollá, El Hombre de Negro, Hubertus Von Hohenlohe.